# Bispira brunnea
Bispira brunnea Treadwell, 1917, è un verme marino appartenente alla classe dei Policheti.

## Descrizione
Bispira brunnea tende a vivere in gruppi di individui ed è comune intorno alla isole dei Caraibi e dell'area sudorientale del Nordamerica. La riproduzione avviene per via asessuata e gli individui possono raggiungere la grandezza di 3-6 cm.